# 本田忠彦
本田 忠彦（ほんだ ただひこ、1937年（昭和12年）1月15日 - ）は、日本の政治家、実業家。元愛知県西尾市長（4期）、元西尾市議会議員（3期）。

## 来歴

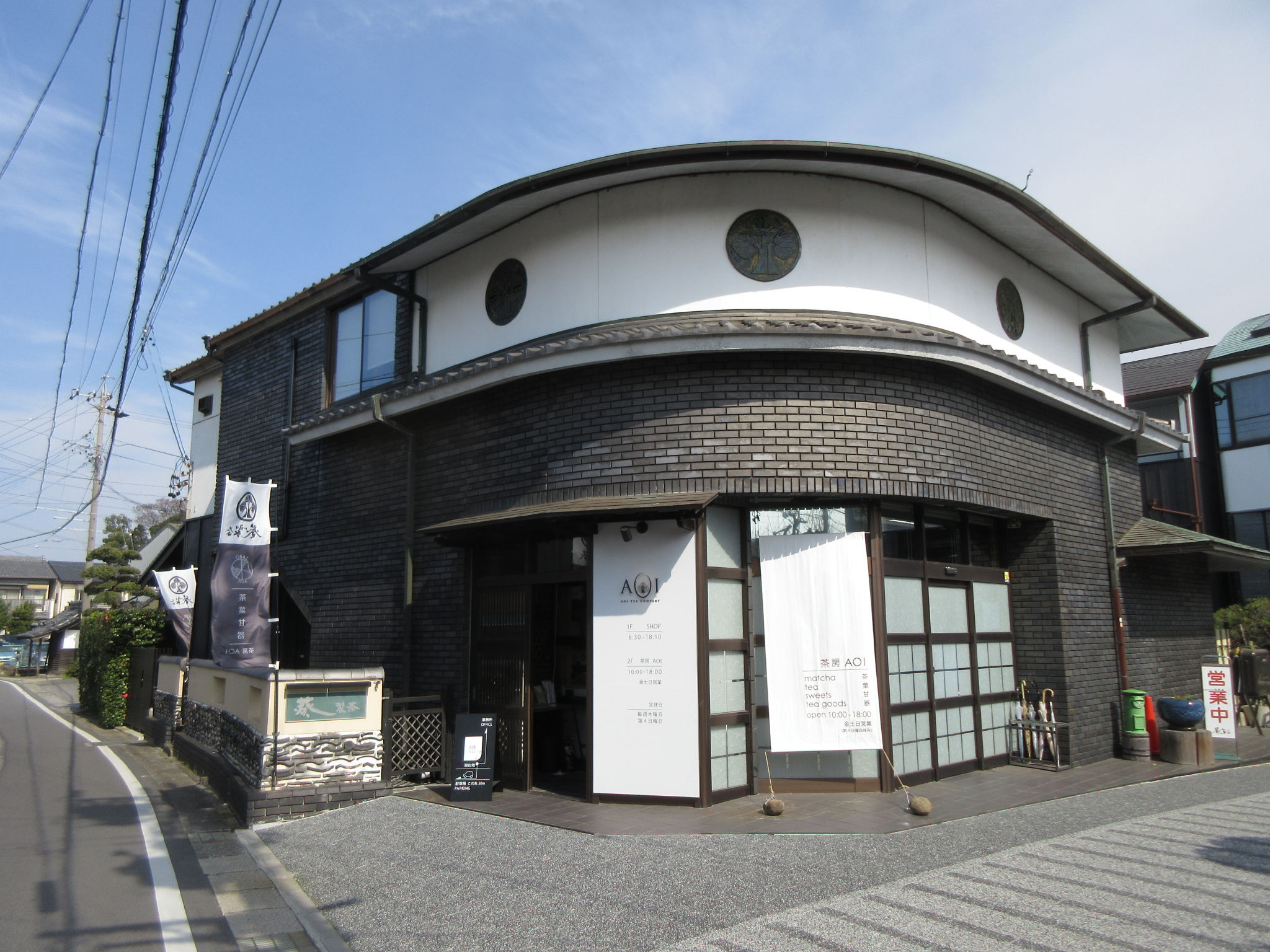
家業を継いだ本田が1966年に設立した葵製茶。

愛知県西尾町（現・西尾市上町）生まれ。生家は大正初期創業の春香園製茶工場。父親の本田明治は春香園の経営のかたわら、愛知県議会議員を3期（1951年～1963年）務めた。
1955年（昭和30年）に愛知県立西尾実業高等学校（現・愛知県立鶴城丘高等学校）を卒業したのち、京都府宇治市で修業を積む。
抹茶は飲むだけでなく食用の時代が来ると感じた本田は3代目を継ぐと、製造主体体制から卸販売への転換を図る。1966年（昭和41年）3月に葵製茶有限会社を設立。碾茶の生産量を一日600キロに大規模化した。1971年（昭和46年）、西尾市茶業組合長に就任。
1975年（昭和50年）1月、西尾市議会議員に初当選。1984年（昭和59年）、愛知県茶商工業協同組合副理事長に就任。

### 西尾市長

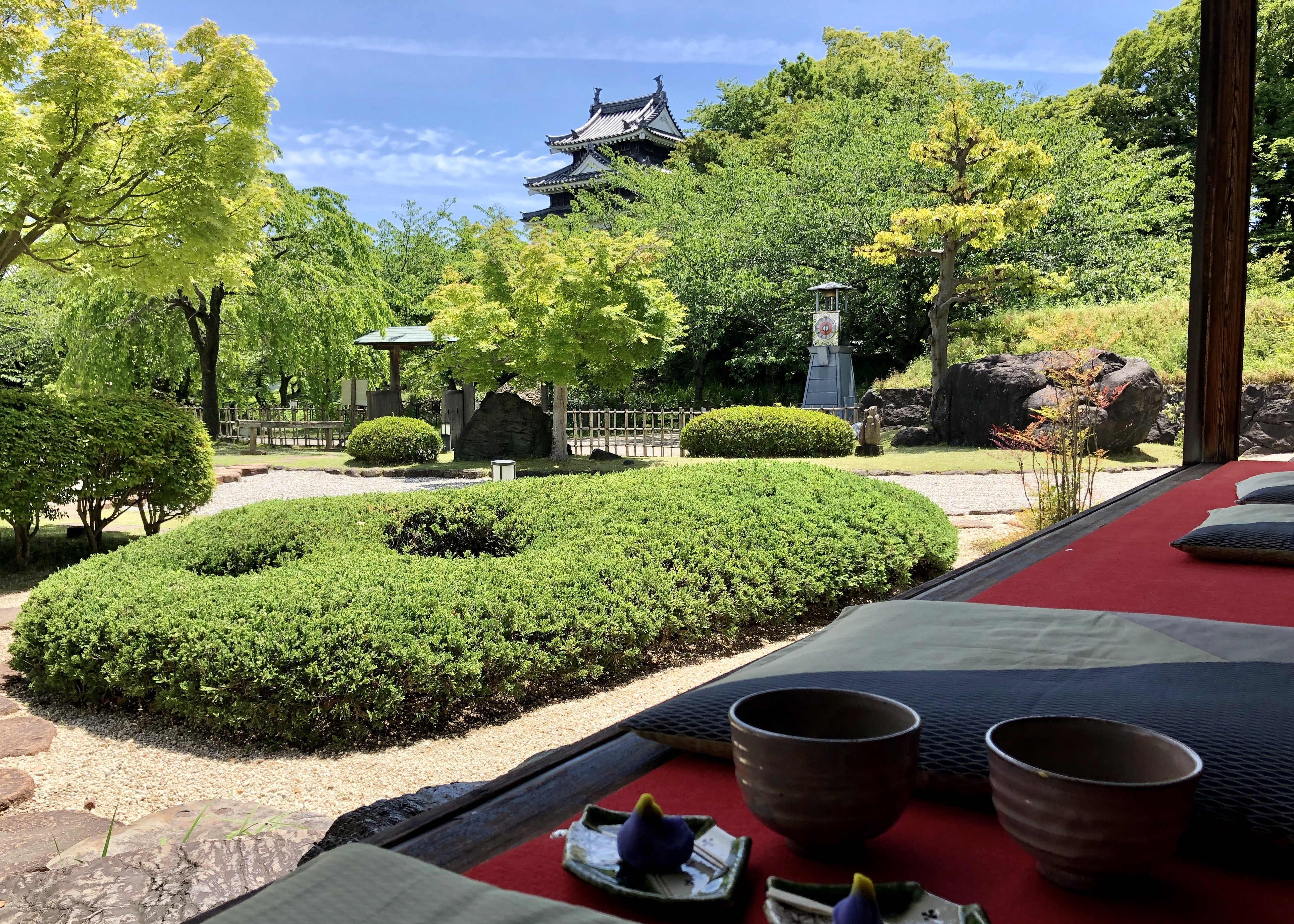
市長2期目のときに西尾市歴史公園を整備した（1996年4月オープン）。

1989年（平成元年）6月6日、西尾市長の本多貫一が5期引退を表明。川上万一郎県議と市議会最大会派「市民クラブ」所属の稲垣実男派の議員17人は9月10日執行の市長選に向けて、助役の宮地松男を擁立。稲垣の系列に属する本多貫一も宮地支援に傾いた。これに対し、同じ市民クラブ所属で故中野四郎派の流れをくむ本田が出馬を表明。この年の市長選は保守分裂選挙となった。加えて、西三河南部への勢力拡大を目論む旧愛知4区の杉浦正健が本田の支援に回ったことから、保守分裂選挙は一気に派閥代理戦争へとエスカレートした。結果は本田29,104票、宮地20,641票で、本田が初当選を果たした。
1993年（平成5年）、無投票で再選。
1995年（平成7年）、西尾城跡地付近に近衛家の数奇屋棟と茶室棟を移築（旧近衛邸）。西尾城の本丸丑寅櫓などの復元工事に着手。1996年（平成8年）4月、西尾市歴史公園がオープン。
1997年（平成9年）、3選。2000年（平成12年）11月、葵製茶社長を退任。4代目社長は妻が継いだ。
2001年（平成13年）の市長選は自民党、民主党、公明党、自由党の4党の推薦を得て立候補し4選。ただし西尾駅西地区再開発事業におけるホテル建設に関して反対派の市民が行った署名運動などのあおりを受け、落選した元県議の中村晃毅とはわずか3,502票差であった。2005年（平成17年）の市長選は出馬せず、4期で引退した。
2009年（平成21年）11月3日、旭日中綬章を受章。2013年（平成25年）12月15日、西尾市名誉市民に推挙される。